# Moroka
Moroka is een dorp in het district North-East in Botswana. De plaats telt 1692 inwoners (2011).